# Oenothalia subpallida
Oenothalia subpallida är en fjärilsart som beskrevs av Paul Dognin 1910. Oenothalia subpallida ingår i släktet Oenothalia och familjen mätare. Inga underarter finns listade i Catalogue of Life.